# 두루뫼박물관
두루뫼박물관은 경기도 파주시에 있는 박물관이다.

## 연혁
- 1998년 11월 7일 개관.